# Adso av Montier-en-Der
Adso av Montier-en-Der, Adso Dervensis, född omkring 910, död 992, var en fransk abbot och författare.

## Biografi
Adso av Montier-en-Der föddes in i aristokratin. Han sändes ung till klostret Luxeuil i Haute-Saône i Burgund och blev sedermera lärare åt blivande munkar i Toul. År 960 utnämndes han till abbot av det cluniacensiska benediktinklostret Montier-en-Der. Han var god vän med påve Sylvester II och Abbo av Fleury. År 992 avled han under en pilgrimsfärd till Jerusalem.

## Verk
Adso av Montier-en-Der var en av 900-talets mest framstående författare. Han skrev hagiografier, hymner och traktat. Hans hagiografi över biskopen av Toul, Mansuetus är välkänd. Mest berömmelse har han dock fått för traktatet i brevform De Antichristo (fullständig titel: Epistola Adsonis ad Gerbergam reginam de ortu et tempore antichristi) som anförs för dess skildring av den medeltida uppfattningen om Antikrist. Traktatet har emellanåt tillskrivits andra upphovsmän, däribland Augustinus och Alcuin.